# Eisenwurzen

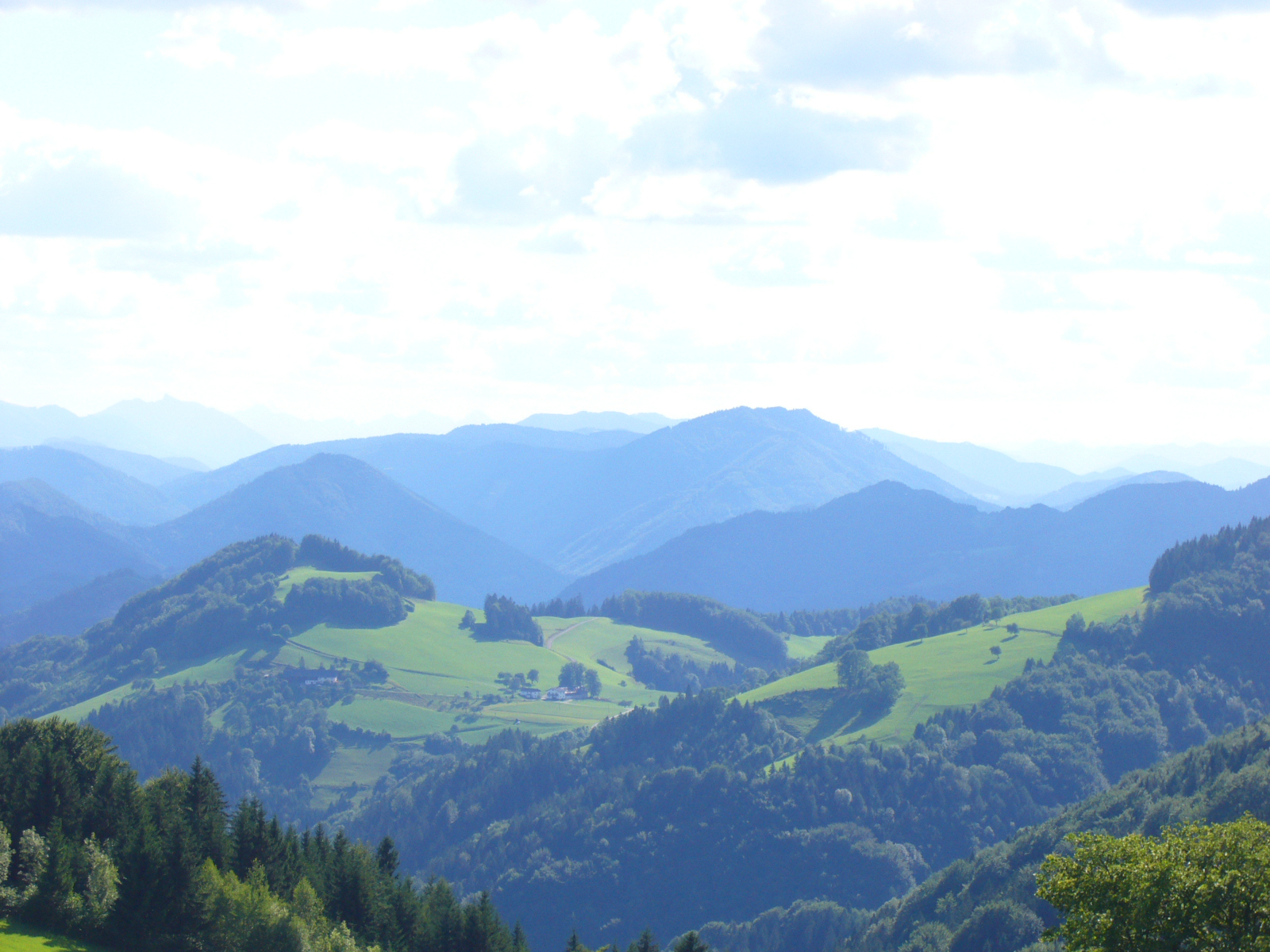
Eisenwurzeni tájkép

Eisenwurzen az Alpok tájegysége Ausztriában. Alsó-Ausztria, Felső-Ausztria Stájerország részein terül el és magában foglal számos védett részt. 
Eisenwurzent a meredek szurdokok, a vad patakok, és a gyönyörű alpesi legelők teszik nevezetessé.